# 吉松站
吉松站（日语：〔〕／ Yoshimatsu eki */?）位於鹿兒島縣姶良郡湧水町，是九州旅客鐵道（JR九州）肥薩線、
吉都線上的車站。以前是鹿兒島本線與日豐本線的分歧站。

## 車站構造

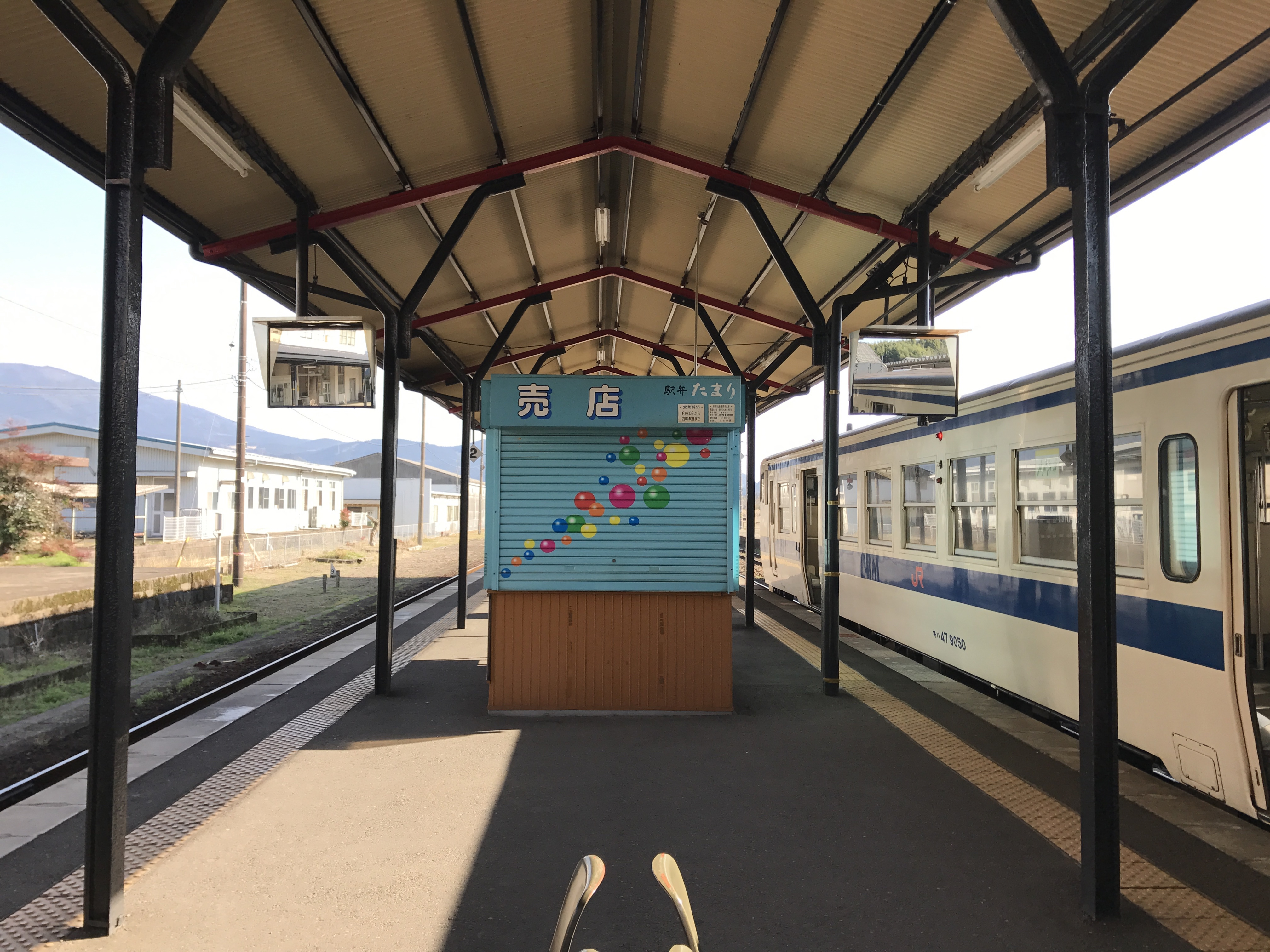
月台(2017年3月)

月台配置為2面4線的車站，南北側線路為肥薩線，東側分歧出吉都線，北側天橋可提供旅客往來於月台與站房間，另外靠站房側的岸式月台目前停用中。
現在的站房是在昭和43年（1968年）4月改建完成，採用鋼筋混凝土所建造的二層樓建築，一樓設有候車室、剪票口與收票口。
由於往真幸站、矢岳站與大畑站的旅客稀少，剪票口上並未列出其票價。
吉松站亦發售真幸站與「鶴丸 - 吉松 - 真幸」間的紀念車票。
目前JR九州在此設立CTC調度中心，負責肥薩線與吉都線的列車運行、車輛調度與駕駛排班業務。
剪、收票業務委託JR九州的子公司九州交通企劃辦理。
站內設有POS熱感式終端機，未設有自動售票機。
現在是特急「隼人之風」（はやとの風）、觀光列車「伊三郎、新平」（いさぶろう・しんぺい）的到發站。

### 月台配置
| 月台 | 路線    | 方向 | 目的地               |
| ---- | ------- | ---- | -------------------- |
| 1－3 | ■肥薩線 | 上行 | 人吉、熊本方向       |
| 1－3 | ■肥薩線 | 下行 | 隼人、鹿兒島中央方向 |
| 1－3 | ■吉都線 | -    | 都城、宮崎方向       |

## 車站周邊
站前廣場重新規劃後，放置一輛蒸汽機車C55形52號作為靜態保存，另設立一座介紹吉松町歷史與鐵道相關的展示館。
雖然車站前的超市已歇業，但附近步行5分可找到便利商店，另外車站前也有一家販賣「汽笛饅頭」的名產店。
吉松的市區基本上以車站為中心往外散佈，不過湧水町吉松廳所（原為吉松町公所）卻位於川內川對岸的國道268號，
距車站約500公尺，廳所旁即是湧水町立吉松小學。若由車站往南約600公尺，則可達湧水町立吉松中學。
由車站往東約2公里，九州自動車道旁為鹿兒島監獄所在。

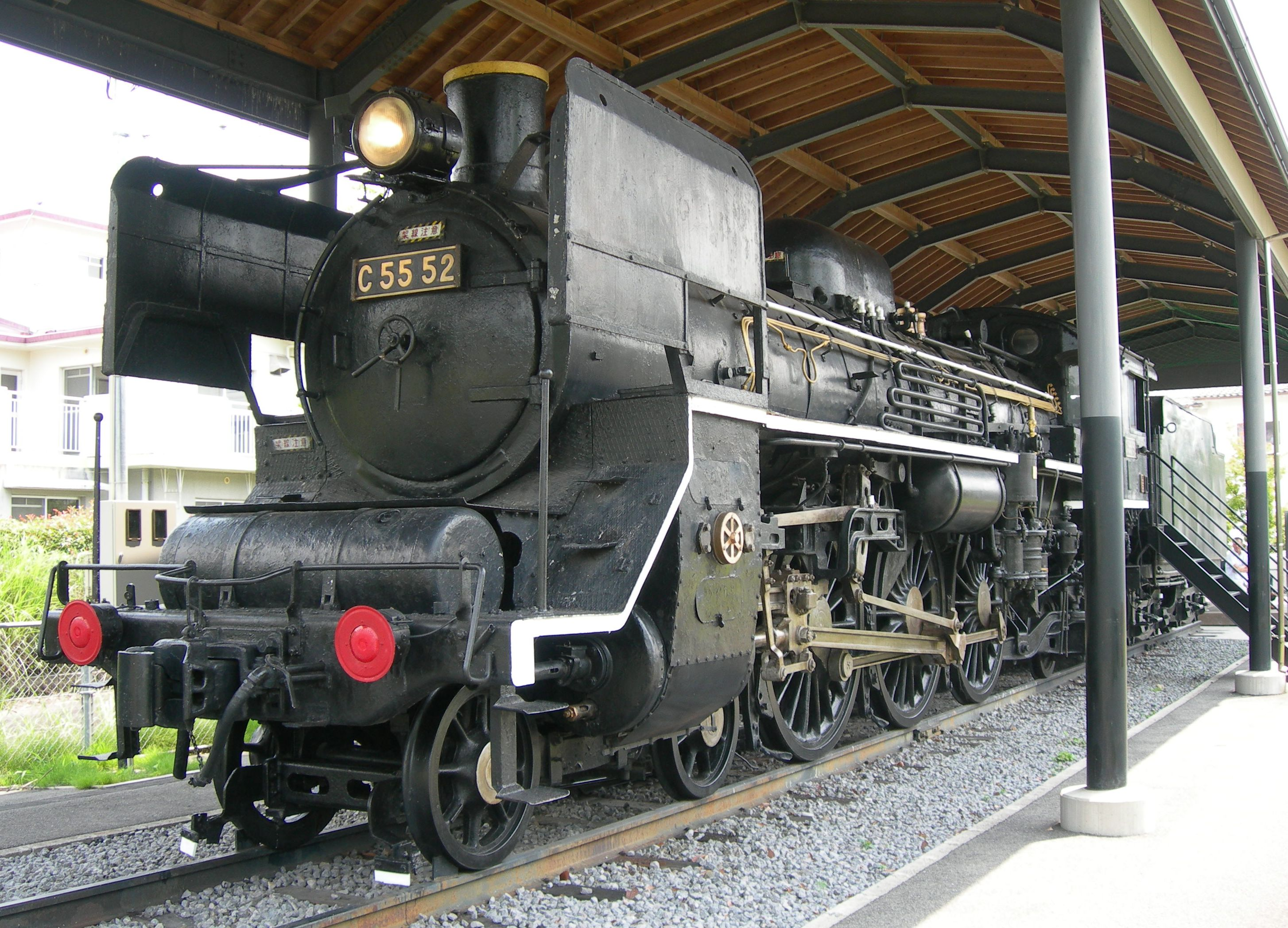
C55形52號

## 历史
明治30年左右，九州北部雖有發達的鐵路線，卻與鹿兒島縣沒有任何連結，有鑑於此，提出了連結兩地的構想。
同時官設的九州鐵道延伸至八代站，適合作為起點站往鹿兒島方向延伸。
當時提出經山線或經海線兩條線路，在戰時的軍事考量下，以山線為首選進行鋪設。
在鹿兒島方面，明治34年（1901年）6月10日，鹿兒島線鹿兒島站 - 國分站（現在的隼人站）通車，明治36年（1903年）1月15日由國分站延伸至橫川站（現在的大隅橫川站），同年9月5日再由橫川站延伸至吉松站，吉松站也在此時正式設立。
在熊本方面，明治41年（1908年）6月1日八代站 - 人吉站通車，自此，僅餘人吉站 - 吉松站尚未完成。整條路線的建築瓶頸在於貫通南九州中央的山岳地區，對於當時的工程技術是一項艱難的任務，因此以折返式構造、迂迴線的方法來解決。最終於明治42年（1909年）11月21日人吉站 - 吉松站通車，由鹿兒島可暢通至福岡、門司，乃至於轉搭關門連絡船前往大阪與東京。而為紀念全線貫通，特地以蒸汽機車的車輪作成「肥薩鐵道開通記念碑」，目前佇立於吉松站前。大正元年（1912年）10月1日，宮崎線吉松至小林町站（現在的小林站）通車，也是首次有鐵路線進入宮崎縣境。其後於大正2年（1913年）5月11日延伸至谷頭站，同年10月8日延伸至都城站，大正5年（1916年）10月25日延伸至宮崎站，全線通車。自此吉松承接鹿兒島、宮崎、熊本三方的物資流通，成為繁榮一時的要津。除了物資與人員往來外，吉松站亦擔負鄰近路線的管理維護，故設立吉松機務段。吉松機務段的成立亦吸引大量的家眷於此居住。
然而好景不常，昭和2年（1927年）10月17日湯浦站 - 水俣站通車後，八代與鹿兒島兩地之間不再經過吉松，而是改走地形較為平緩且效率較高的海線，八代 - 吉松 - 鹿兒島從鹿兒島線分離並更名為肥薩線，等級從主幹線降級為支線。宮崎方面，昭和7年（1932年）12月6日大隅大川原站 - 霧島神宮站通車後，都城站至隼人站改行新線，不必再繞遠路經過吉松。原先吉松 - 都城也從主幹線分離出成為支線，更名為吉都線。在新線通車的衝擊下，吉松站地位大不如前，目前僅是兩條地方交通線的交會點。

### 年表
- 1903年（明治36年）9月5日 - 鹿兒島線橫川站（現在的大隅橫川站）- 吉松站通車，同時設立吉松站。
- 1909年（明治42年）11月21日 - 吉松站 - 人吉站間通車。門司站 - 吉松站 - 鹿兒島站間鹿兒島本線全線通車。
- 1912年10月1日：鐵道院國有鐵道宮崎線本站至小林站開通，開業，為終點站，稱為「小林町站」（こばやしまち）[1]。
- 1917年（大正6年）9月21日 - 宮崎縣營鐵道宮崎站 - 廣瀨站（現在的佐土原站）收歸國有化，並將吉松站 - 宮崎 - 廣瀨一段歸入宮崎本線。
- 1923年（大正12年）12月15日 - 市棚站 - 重岡站間通車，合併宮崎本線與豐州本線，改名為日豐本線，區間為小倉站 - 宮崎站 - 吉松站。
- 1927年（昭和2年）10月17日 - 八代站 - 吉松站 - 隼人站由鹿兒島本線分離出，改名為肥薩線。
- 1932年12月6日：吉松站 - 都城站改稱為吉都線[2]。
- 1968年（昭和43年）4月13日 - 現在的鋼筋混凝土站房於此時改建完成。
- 1987年4月1日：隨國鐵分割民營化，車站由九州旅客鐵道（JR九州）營運。
- 1992年（平成4年）6月1日 - 開設霧島高原鐵道事業部。
- 1996年（平成8年）3月16日 - 肥薩線吉松站 - 人吉站間開始行駛每日1個往復班次的觀光列車「伊三郎、新平」（いさぶろう・しんぺい）。
- 2000年（平成12年）3月11日 - 急行「蝦野」（えびの）停止行駛。
- 2004年（平成16年）3月13日 - 特急「隼人之風」（はやとの風）開始行駛。
- 2007年（平成19年）11月30日 - 吉松站橫之石倉（燃料庫）與站前保存車（蒸汽機車「C55形52號」）被列入南九州近代化産業遺産群與物資輸送關連的項目。
- 2008年（平成20年）4月1日 - 廢止霧島高原鐵道事業部，併入鹿兒島鐵道事業部。

## 相鄰車站
九州旅客鐵道
■肥薩線
真幸－吉松－栗野
■吉都線
吉松－鶴丸

## 外部連結
- JR九州－吉松車站 （页面存档备份，存于）（日語）